# Autobusna linija br. 295 u Zagrebu
Linija 295 (Zapruđe – Jakuševac – Zapruđe) dnevna je autobusna linija u Zagrebu.
Prometuje kao kružna linija svaki dan na trasi: Zapruđe → Sajmišna cesta → Tišinska ulica → Jakuševečka ulica → Sarajevska cesta → Kamenarka → Gata → Jakuševečka ulica → Sarajevska cesta → Zapruđe
Povezuje Jakuševec s tramvajsko-autobusnim terminalom Zapruđe.

## Povijest
Linija je isprva bila sajmišna linija te je prometovala na trasi Glavni kolodvor - Sajam Jakuševac.
Neko vrijeme je bila ukinuta sve do 17. svibnja 2015. kada je ponovno uvedena na trasi Zapruđe - Sajam Jakuševac. Linija je prometovala samo nedjeljom. Mještani Jakuševca su pozdravili uvođenje linije, ali su bili nezadovoljni jer ne prometuje do naselja Jakuševec.
31. prosinca 2015. linija je produžena do naselja Jakuševec kružnom trasom, bez prolaska ulicom Kamenarka.

## Vanjske poveznice
- Vozni red linije 295